# Бог Син
Бог Син (грч. Θεός ο Υιός), у хришћанству, друго је лице Свете Тројице, један од три хипостазе Бога.
Након оваплоћења од Духа Светога и Дјеве Марије тј. након ипостасног сједињења, његове двије природе, божанска и човјечанска, сјединиле су се у једну ипостас Исуса Христа.
Теолошка дисциплина која се бави проучавањем Бога Сина као друге ипостаси Свете Тројице назива се Христологија.

## Света Тројица
Хришћанска догматика учи да Отац од вјечности рађа Сина и исходи Светог духа. Црква вјерује у једног Бога (у једну суштину), који је у трима савршеним ипостасима (трима савршеним лицима).
Сва три лица — Отац, Син и Свети дух — у Светој Тројици имају једну исту суштину, па православна теологија поставља јединство и тројичност Божју на исти ниво. Разлика међу божанским лицима (ипостасима) заснива се само на разлици њихових личних својстава.

## Лично својство
Лично својство Сина јесте рађање, тј. Син је друга ипостас која произлази од Оца као рођени. Син се рађа вјечно од вјечног Оца, током једног процеса који припада категорији суштине. Син није производ Очеве воље, већ је Син по својој суштини, као једини од јединога, као Бог истинити од Бога истинитог, па на тај начин има све особине вјечности (сам појам о вјечном Оцу садржи у себи појам о вјечном Сину, и обратно).

## Исус Христос
Исус Христос није био само добри учитељ и исцјелитељ болесних, већ је он, према хришћанском схватању, наново успоставио цијелу творевину и вратио је у послушност Оцу. Смрт је посљедњи непријатељ којег је Христос побиједио својим васкрсењем. Њега као Сина Бог Отац је подигао Духом Светим из мртвих.